# پنگ لین
پنگ لین (彭林؛ زادهٔ ۴ آوریل ۱۹۹۵) بازیکن واترپلو اهل چین است. وی در بازی‌های المپیک تابستانی ۲۰۱۶ و ۲۰۲۰ حضور داشته‌است.